# Großsteingräber bei Bramstedt
Die Großsteingräber bei Bramstedt waren zwei megalithische Grabanlagen der jungsteinzeitlichen Trichterbecherkultur bei Bramstedt, einer Ortschaft von Hagen im Bremischen im niedersächsischen Landkreis Cuxhaven. Sie wurden im 19. Jahrhundert zerstört.

## Lage
Grab 1 befand sich etwa 1,8 km nördlich der Ortsmitte von Bramstedt, direkt westlich der Straße nach Wittstedt bei einer Kiesgrube. Der genaue Standort des zweiten Grabes ist nicht überliefert.

## Beschreibung
Grab 1 wurde nach Hans Müller-Brauel um 1825 zerstört. Ernst Sprockhoff stellte an seinem Standort 1927 noch elf in Unordnung umherliegende Steine fest, die keine Rückschlüsse mehr auf das ursprüngliche Aussehen der Anlage zuließen. Der aktuelle Zustand ist unklar. Über das zweite Grab liegen keine genaueren Informationen vor.